# Future Processing

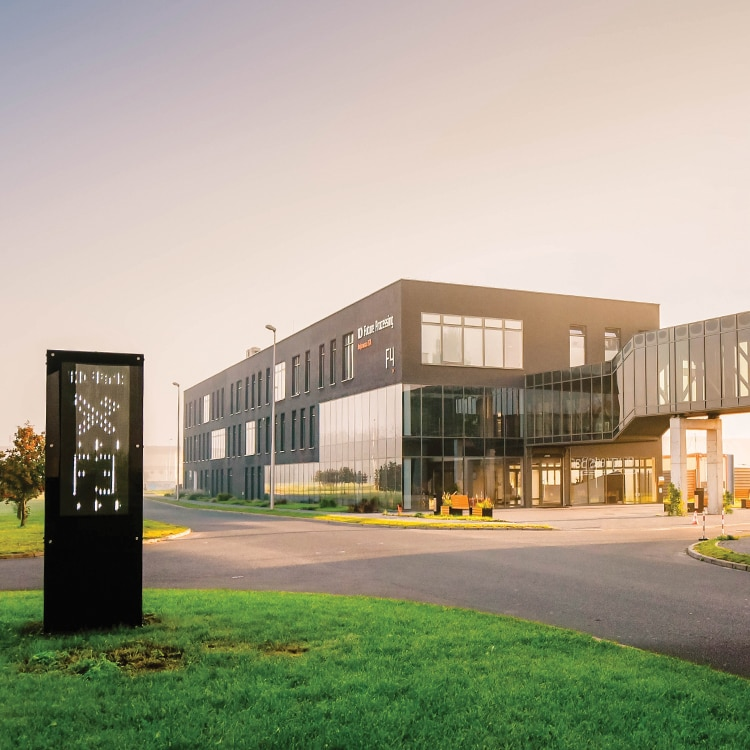
Siedziba Future Processing

Future Processing (w skrócie FP) – polskie przedsiębiorstwo informatyczne z siedzibą w Gliwicach wytwarzające oprogramowanie komputerowe na potrzeby handlu, przemysłu i usług, sprzedając dla klientów w większości pochodzących z Wielkiej Brytanii, Niemiec i krajów skandynawskich.

## Historia
Firma została założona w 2000 r. przez Jarosława Czaję. Obecnie FP zatrudnia ponad 800 osób, a główna siedziba firmy – zlokalizowana jest w Gliwicach.
Future Processing została utworzona w Bytomiu w 2000 r. przez Annę Pater i Jarosława Czaję jako Future Processing Anna Pater. Jej pierwszym produktem był SkyNavigator, oprogramowanie, które miało wspomagać szukanie obiektów niegwiazdowych na obrazach nieba. W tym roku firma podpisała również umowę na stworzenie oprogramowania sterującego aparaturą Planetarium Śląskiego w Chorzowie. Do czasu remontu Planetarium, który rozpoczął się w 2018 r. seanse odbywały się tam przy automatycznym sterowaniu z komputera z wykorzystaniem oprogramowania opracowanego przez FP.
Future Processing rozpoczęła własne prace nad produktem do prototypowania systemów wizyjnych, Adaptive Vision Studio (obecnie osobna spółka).
Rok 2008 to kolejny kontrakt FP z firmą pochodzącą z Wielkiej Brytanii, która specjalizuje się w ubezpieczeniach. W związku ze wzrostem członków zespołu, we wrześniu spółka przeniosła swoją siedzibę do biur gliwickiego Centrum Edukacji i Biznesu „Nowe Gliwice” prowadzonego przez miejską spółkę GAPR sp. z o.o. inkubatora nowych firm.
W 2009 r. Future Processing pozyskała londyńską firmę wydawniczą oraz kolejnych dwóch klientów. W kwietniu 2009 r. FP zorganizowała swój pierwszy dwudziestoczterogodzinny maraton programistyczny, Deadline 24, organizowany przez FP we współpracy z Politechniką Śląską. Był to pierwszy tego typu konkurs w Polsce.
FP zorganizowała pierwszą edycję World Usuability Day (WUD Silesia) – konferencję poświęconą użyteczności (z ang. – UX, user experience).
W 2012 r. spółka otworzyła drugi budynek FParku, Future Two.
W 2013 r. FP otrzymała nagrody: za innowacyjność od International Alternative Investment Review, tytuł National Champion oraz Ruban d’Honneur w konkursie European Business Awards 2013/2014, wyróżnienie „Diamenty Forbesa 2013″.
Jarosław Czaja został uhonorowany indywidualnym wyróżnieniem Finalista w rankingu Przedsiębiorca Roku 2013 firmy Ernst & Young.
W 2014 r. powstał kolejny budynek w FParku, pn. Future Three i rozpoczęła się budowa Future Four. Spółka uruchomiła także Progress Bar, czyli kompleks, w skład którego wchodzi restauracja, spa i nowa siłownia.
W 2016 r. spółka ogłosiła partnerstwo z firmą Microsoft w zakresie inicjatywy CityNext.

### Rozwiązania R&D
Podpisane z firmą Microsoft partnerstwo zaowocowało kilkoma projektami oraz zaangażowaniem przedstawicieli spółki w debaty nt. nowoczesnych miast.

#### SmartFlow
SmartFlow to narzędzie do inteligentnego zarządzania siecią wodociągową, które zbiera dane z czujników rozmieszczonych na obszarze miasta. Wdrożone m.in. we Wrocławiu przynosi roczne oszczędności wody  w wysokości 2 mln m³. Satya Nadella, CEO Microsoft, wspomniał o SmartFlow w czasie swojej wizyty w Polsce: „To (rozwiązanie jest) ilustracją z sektora publicznego w Polsce i przykładem przedsiębiorstwa zarządzającego siecią wodociągów, które stosuje technologię chmurową. Byłem bardzo zaskoczony tym, jak wykorzystują Microsoft Azure. Okazuje się, że zarządzają rurociągami o długości 3500 km we Wrocławiu. Po zdigitalizowaniu całej swojej infrastruktury technicznej, stworzeniu cyfrowych map sieci wodociągowej, dołożyli do tego system czujników, który jest w stanie wskazywać jeden z największych problemów sieci wodociągowej, jakim jest ukryty wyciek, a nawet przewidywać go, zanim się jeszcze pojawi".
Obecnie system został wdrożony w 18 polskich wodociągach (m.in. w Krakowie, Poznaniu, Gliwicach), które dostarczają wodę do 8% populacji Polski.

#### Sens.AI
Sens.AI (wcześniej znany jako ECONIB), projekt R&D wsparty przez NCBiR) to system do automatycznej analizy badań mózgu wykonanych przy użyciu rezonansu magnetycznego (MRI). Analizuje sekwencje obrazów medycznych w poszukiwaniu istotnych informacji diagnostycznych. Celem jest poprawa skuteczności diagnostyki pacjentów z LGG i HGG oraz zobiektywizowanie pomiarów rozwoju zmiany. Działanie Sens.AI jest oparte na algorytmach wykorzystujących zaawansowane techniki uczenia maszynowego (ang. Machine Learning), zwłaszcza uczenia głębokiego.

### PW-Sat2
Future Processing była zaangażowana jako sponsor oraz partner w budowę czwartego polskiego satelity, PW-Sat2. Inżynierowe FP odpowiadali za oprogramowanie OBC (On Board Computer) PW-Sat2, którego kod źródłowy jest dostępny jako open-source w serwisie GitHub. Satelita wykonał pierwsze w historii polskie zdjęcie satelitarne Ziemi zarejestrowane przez polskiego sztucznego satelitę.

## Future Processing a kultura organizacyjna

### Deadline24
Deadline24 był popularyzującym algorytmikę międzynarodowym, drużynowym maratonem programistycznym. Jego głównym organizatorem była gliwicka firma Future Processing. W finale prestiżowych zawodów informatycznych brali udział pracujący m.in. dla SpaceX, Google, Oracle, Yandex czy Facebook, a także studenci i pracownicy naukowi uczelni z całego świata. Future Processing organizowała na terenie zabytków technicznych Górnego Śląska. Były to m.in. Muzeum Śląskie w Katowicach, Galeria Sztuki Współczesnej „Elektrownia” w Czeladzi czy Kopalnia Węgla Kamiennego Guido, w której zawody odbyły się 320 metrów pod ziemią. 10 edycja, która odbyła się na Stadionie Śląskim w 2018 r. była ostatnią.

### WUD Silesia
Światowy Dzień Użyteczności (z ang. World Usability Day) to międzynarodowa inicjatywa, odbywająca się od 2005 roku w ponad 40 krajach. W pierwszych tygodniach listopada organizowane są różnorodne wydarzenia poświęcone tematyce użyteczności, User Experience i projektowania nakierowanego na człowieka. World Usability Day to przede wszystkim spotkania o charakterze konferencyjnym, panele wymiany wiedzy i doświadczeń, miejsce spotkań ekspertów ze świata nauki oraz biznesu. Pierwszy WUD Silesia Future Processing zorganizowała w 2010 r. Od 2016 r. WUD Silesia jest organizowany niezależnie od FP.

### Startnearshoring.com
Future Processing uruchomiła serwis edukacyjny dla menadżerów pragnących rozpocząć proces outsourcingu wytwarzania oprogramowania, w którym znajdują się artykuły, poradniki oraz narzędzia analityczne. Portal jest prowadzony wyłącznie w języku angielskim i niemieckim.

## Współpraca z uczelniami

### Laboratoria FP
W marcu 2013 roku spółka ufundowała za 66.000 zł pracownię komputerową na Wydziale Informatyki i Nauki o Materiałach Uniwersytetu Śląskiego w Sosnowcu.
W grudniu 2013 roku na Wydziale Automatyki, Elektroniki i Informatyki Politechniki Śląskiej oficjalnie zostało otwarte drugie laboratorium ufundowane przez firmę Future Processing. Laboratorium, posiada 27 stanowisk komputerowych z 21-calowymi monitorami oraz dwa projektory, będą prowadzone zajęcia związane z programowaniem.

### Dobre Praktyki Tworzenia Oprogramowania
Dobre Praktyki Tworzenia Oprogramowania (DPTO) to cykl bezpłatnych wykładów i warsztatów skierowanych do młodych programistów, podczas których specjaliści z firmy Future Processing dzielą się z uczestnikami swoją wiedzą i prezentują różne aspekty pracy projektowej. Zajęcia odbywają się na Politechnice Śląskiej oraz Uniwersytecie Śląskim. DPTO po raz pierwszy zostało zorganizowane w 2014 r. na Wydziale AEI Politechniki Śląskiej.

### Praktyki studenckie
Future Processing począwszy od 2012 r. realizowała projekt wakacyjnych praktyk studenckich. Jego celem było pokazanie studentom, jak wygląda praca w firmie IT oraz czym jest proces wytwarzania oprogramowania. Future Processing w konkursie Praktykodawca Roku Województwa Śląskiego (organizatorem był Uniwersytet Śląski), otrzymała tytuł Praktykodawcy Roku w latach 2014 i 2016, a w 2015 r. wyróżnienie. Praktyki miały charakter szkoleniowy, a program dopasowywany był do potrzeb uczestników kursu. Przez dwa miesiące praktykanci pod czujnym okiem dwóch mentorów oraz kilkunastu trenerów uczyli się modelowania, analizy i projektowania, doboru architektury, pisania kodu, testowania, refaktoryzacji, test-driven development (TDD), dobrych praktyk tworzenia oprogramowania.

## Wybrane nagrody i wyróżnienia

### Clutch
Tytuł Top Software Developers 2020 uzyskany w rankingu Clutch.

### HRM Institute
Future Processing otrzymała tu nagrodę za kampanię rekrutacyjno-wizerunkową „Better Future”, w kategorii skuteczna i przyjazna rekrutacja kandydatów.
W 2015 r. Future Processing zdobyła pierwszą nagrodę w ogólnopolskim konkursie Employer Branding Excellence Awards 2015 w kategorii „Doskonała kampania rekrutacyjna off-line”.

### European Business Awards
W 2014 r. Future Processing znalazła się w gronie stu europejskich firm – finalistów konkursu European Business Awards (EBA). Otrzymała tytuł „Mistrz krajowy” EBA w kategorii „Strategia ukierunkowanego, neutralnego rozwoju BP – Nagroda roku 2013/14”.

### Deloitte
W 14 edycji rankingu „Deloitte Technology Fast 50 Central Europe” spółka zajęła 20. miejsce.

### Global Sourcing Association Award
W 2016 r. FP została Dostawcą roku w zakresie usług outsourcingowych 2016 Global Sourcing Association.

### ITWizz
Największe firmy IT w Polsce w roku 2019 – ranking ITwiz Best100 – miejsce 95.
Future Processing wg magazynu branżowego ITWizz znalazła się w pierwszej dziesiątce największych eksporterów produktów i usług IT w roku 2014.

### Universum – Most Attractive Employers
Tytuł Most Attractive Employers Future Processing otrzymał trzykrotnie w rankingu Most Attractive Employers doradczej firmy Universum. Ranking powstał na podstawie badania 23 584 studentów z 70 polskich uczelni.

### Praktykodawca Roku
Future Processing zdobyła I wyróżnienie w konkursie Praktykodawca Roku 2015 Województwa Śląskiego.

### Siła Przyciągania
FP jest laureatem konkursu „Siła przyciągania, zorganizowanego przez „Puls Biznesu” i jego partnerów – Work Service, PwC i Orange Polska. Spółka otrzymała wyróżnienie w kategorii „Najlepszy program wdrożenia nowego pracownika”.

### EB Kreator
W 2016 r. w konkursie pn. EB Kreator, organizowanym przez GoldenLine, FP otrzymała nagrodę za najlepsze wideo wizerunkowo-rekrutacyjne pn. „Better Future – Medical Imaging Project”. FP prezentowała w nim projekt medyczny, nad którym pracuje i do którego potrzebowała nowych pracowników. Rozpoznawalny, zapadający w pamięć motyw Rembrandta i storytelling pozwolił zatrudnić 10 osób z rekrutacji wewnętrznej i 15 nowych osób do firmy.